# Skláře (Lesná)
Skláře, bis 1948 Nový Windischgrätz (deutsch Neu-Windischgrätz) ist eine Wüstung auf dem Gemeindegebiet von Lesná (Schönwald) in  Tschechien. Die erloschene Siedlung lag sieben Kilometer südlich von Bärnau unweit der deutschen Grenze und gehört zum Okres Tachov.

## Geographie
Der von ausgedehnten Wäldern umschlossene Weiler befand sich im Tal des Zlatý potok (Goldbach), eines rechten Zuflusses zum Celní potok (Zollbach) im böhmischen Teil des Oberpfälzer Waldes (Český les). Nördlich erhebt sich der Mraveniště (Glaserberg, 813 m n.m.), im Nordosten der Fenzelberg (781 m n.m.) und der Tetřeví vrch (Bärnauer Berg, 815 m n.m.), östlich der Na Skalkách (Ahornberg, 769 m n.m.) mit dem Burgstall Arnsburg/Šelmberk und der Mlýnský vrch (Mühlberg, 728 m n.m.), im Süden der Havránek (Kleiner Rabenberg, 784 m n.m.) und der Elisenberg (783 m ü. NHN), südwestlich der Havran (Großer Rabenberg, 894 m n.m.), im Westen die Schauertanne (868 m ü. NHN) sowie nordwestlich der Goldeben (813 m n.m.) und der Entenbühl (901 m ü. NHN). Gegen Westen erstreckt sich das Naturreservat Křížový kámen. Die Wüstung liegt in einer wegen dem Eisernen Vorhang auf tschechischer Seite vollständig abgesiedelten Gegend im Landschaftsschutzgebiet Český les.
Nachbarorte waren Hohenthan, Thanhausen, Greim und Naab im Norden, Přední Chalupy (Vorderhäusl), Na Spálenci (Brenntenloh) und Pavlova Huť (Paulushütte) im Nordosten, Lohhäuser und Zlatý Potok (Goldbach) im Osten, Nová Knížecí Huť (Neu Fürstenhütte), Stoupa (Alt Pocher) und Josefovo Údolí (Josefsthal) im Südosten, Gehenhammer im Süden, Waldkirch und Flossenbürg im Südwesten, Sankt Ötzen im Westen sowie Silberhütte und Altglashütte im Nordwesten.

## Geschichte
Die älteste Erwähnung des Baches Goltsbach erfolgte 1587. Seit dieser Zeit gibt es Nachrichten über Goldwäschen sowie Schürfe, wobei Edelmetallfunde nicht nachweislich sind. Der Überlieferung nach soll die bereits in der Mitte des 14. Jahrhunderts wüste Arnsburg zum Schutz der damaligen Grenze zu Böhmen und des Goldbergbaus errichtet worden sein.
Im Jahre 1793 gründete Johann Kaspar Lenk, Pächter der Spiegelglashütte in Goldbach, im umstrittenen Arnsburger Wald eine neue Glashütte, die am 1. Juni 1793 die Produktion aufnahm und zu Ehren des Grundherrn der Herrschaft Tachau Joseph-Niklas zu Windisch-Graetz als „Neu-Windischgrätzhütte“ benannt wurde. Zugleich wurde dem Glasmacher Lenk die Errichtung von zwei Anwesen bewilligt, um dort acht Holzfäller anzusiedeln, die das Holz für die Befeuerung der Öfen liefern sollten. Im 1764–1767 gefertigten Kartenblatt der Josephinischen Landesaufnahme wurde der Ort nachträglich eingezeichnet. In der Waldglashütte waren bis zu 7 Gesellen und bis zu 20 Hilfskräfte beschäftigt.
Im Jahre 1835 bestand das im Pilsner Kreis gelegene Dominikaldörfchen Neu-Windischgrätz aus fünf Häusern mit 105 deutschsprachigen Einwohnern. Im Ort gab es eine herrschaftliche Glashütte, in der Tafel- und Spiegelglas produziert wurde. Pfarrort war Neulosimthal. Die Glashütte wurde 1839 stillgelegt. Danach war die Siedlung fast ausschließlich von Holzfällern bewohnt, für die ein großes Wohnheim angelegt wurde. Bis zur Mitte des 19. Jahrhunderts blieb das Dorf der Familienfideikommissherrschaft Tachau untertänig, Besitzer waren die Grafen Windisch-Graetz.
Nach der Aufhebung der Patrimonialherrschaften bildete Neuwindischgrätz ab 1850 einen Ortsteil der Gemeinde Paulusbrunn im Bezirk und Gerichtsbezirk Tachau.  Im Jahre 1869 hatte das Dorf 209 Einwohner und bestand aus 3 Häusern. Seit den 1870er Jahren wurde Nový Windischgrätz als tschechischer Ortsname verwendet. 1880 bestand der Weiler aus 4 Häusern mit 71 Einwohnern. Im Jahre 1900 lebten in Neu-Windischgrätz 26 Personen, 1910 waren es 25. Nach dem Zusammenbruch der k.k. Monarchie wurde die Ansiedlung 1918 Teil der neu gebildeten Tschechoslowakei. Beim Zensus von 1921 lebten in den 2 Häusern von Neu-Windischgrätz 29 Personen.  Im Jahre 1930 bestand Neu-Windischgrätz aus 2 Häusern und hatte 8 Einwohner. Im Ort gab es lediglich ein Forsthaus und eine Unterkunft für Holzfäller. Nach dem Münchner Abkommen wurde Neu-Windischgrätz im Oktober 1938 dem Deutschen Reich zugeschlagen und gehörte bis 1945 zum Landkreis Tachau. Nach dem Ende des Krieges wurde Nový Windischgrätz wieder Teil der Tschechoslowakei. Die deutschböhmische Bevölkerung wurde 1946 enteignet und vertrieben und der Ort wegen seiner Lage an der Grenze nicht wiederbesiedelt. Im Jahre 1948 wurde Nový Windischgrätz in Skláře umbenannt. Beim Zensus von 1950 waren für Skláře weder Häuser noch Einwohner aufgeführt. Wegen der Errichtung des Eisernen Vorhang wurden sämtliche Häuser auf Grund einer am 30. Juli 1948 erlassenen Verordnung des Innenministeriums der Tschechoslowakei abgerissen. Am 1. Juli 1952 erfolgte die Eingliederung nach Obora, im selben Jahr wurde Skláře offiziell für erloschen erklärt.  Im Zuge der Gemeindegebietsreform von 1960 und der Auflösung der Gemeinde Obora wurde Skláře zum 1. Juli 1960 der Gemeinde Lesná zugeordnet.
In den 1950er Jahren wurde in Skláře eine Kompanie des Pohraniční stráž (PS) stationiert. Zwischen 1967 und 1972 entstand auf dem Havran ein Grenzüberwachungs- und Horchposten. Nach der Verlegung der Kaserne des PS wurde 1985 in der Wüstung ein Militärschießplatz mit terrassenförmig angelegten Schießbahnen errichtet. Ende 1989 wurde die Schießanlage aufgegeben und zwischen 1990 und 1991 rückgebaut. Für den 1992 aufgegebenen Abhörturm auf dem Havran suchte die Tschechoslowakische Armee ab 1993 einen Käufer. Als sich wegen der überhöhten Preisvorstellungen von über 28.000.000 Kč dafür kein Interessent fand,  war 2009 ein Abriss angedacht. Schließlich übernahm der Verein für Militärgeschichte und Sport in Tachov den Turm, entkernte und eröffnete ihn 2014 als Aussichtsturm.

## Ortsgliederung
Die Wüstung Skláře gehört zum Ortsteil Stará Knížecí Huť und ist Teil des Katastralbezirks  Pavlův Studenec 1.

## Sehenswürdigkeiten
- Aussichtsturm auf dem Havran, einen reichlichen Kilometer südwestlich von Skláře